# Kronen Zeitung
Pour les articles homonymes, voir Krone.
La Kronen Zeitung, aussi connue sous le nom de Krone est le plus important (en tirage) quotidien d'information autrichien. Selon une étude de l'Österreichische Media-Analyse, parue en 2007, le nombre journalier moyen de lecteurs est de 2 970 000, ce qui correspond à 43,8 % de tous les lecteurs de journaux du pays. 
Selon le Österreichische Auflagenkontrolle (ÖAK), le tirage dépassait le million d'exemplaires quotidiens le premier semestre 2004. Elle est caractérisée par la simplicité de sa langue et la brièveté de ses articles.

## Histoire

### Création
Le premier numéro de la Kronen Zeitung parut le 2 janvier 1900. L'ancien officier Gustav Davis, en est considéré comme le fondateur. Le titre ne rendait pas hommage à la monarchie, mais faisait allusion au prix d'achat : une couronne par mois. Ce prix bon marché avait été rendu possible par l'abolition du droit de timbre sur les journaux le 31 décembre 1899. 
Le journal subsista tant bien que mal pendant trois ans jusqu'à ce que le reportage sur « L'assassinat du roi à Belgrade » eût été un événement dans la presse, valant au journal une popularité énorme. La Krone se fit connaître pour ses romans-feuilletons faciles à lire. Elle passe également pour avoir inventé l'art de fidéliser le lecteur grâce à des jeux de chasse au trésor. En 1906 pour la première fois le tirage dépassa 100 000 exemplaires. Franz Lehár écrivit une valse en l'honneur du dix-millième numéro le 27 novembre 1927. 
Sa mise au pas par les nazis et sa suppression le 31 août 1944 parurent sceller le destin de la Kronen Zeitung.

### Résurrection de laKrone
En 1959, le journaliste autrichien Hans Dichand, jusque-là le rédacteur en chef du Zeitung Kurier acheta les droits sur le titre Kronen Zeitung et ressuscita le quotidien sous l'appellation de Neue Kronen Zeitung.
Au début des années soixante Fritz Molden (de) envisagea d'acheter le journal. La Credit Anstalt lui refusa cependant les fonds nécessaires, comme l'écrit Hans Dichand dans ses mémoires.
À ce jour, le financement de la reprise de l'exploitation du journal n'est pas entièrement élucidé. Un politicien très influent du Parti social-démocrate d'Autriche, Franz Olah, alors vice-président de la Confédération autrichienne des syndicats (ÖGB), mit en relations l'homme d'affaires allemand Ferdinand Karpik avec Dichand, pour un partage à 50 pour cent du journal. Aux côtés de Dichand l'investisseur allemand plaça un spécialiste de la publicité nommé Kurt Falk (qui devait devenir éditeur du plus important hebdomadaire d'Autriche, l'Autriche, Die ganze Woche). La Krone connut un développement rapide pour devenir bientôt le journal autrichien le plus lu.
Au milieu des années 1960, l'ÖGB augmenta brusquement ses prétentions sur la propriété du Krone. La Confédération accusa l'ancien vice-président d'avoir détourné des fonds du syndicat pour acheter le journal, en utilisant l'investisseur allemand comme homme de paille. Le journal répondit par une campagne de dénigrement envers le Parti social-démocrate d'Autriche (SPÖ), considérée comme la première campagne du journal ayant réussi. Un procès a suivi, opposant le journal et la confédération, et qui a duré plusieurs années. L'ÖGB a finalement trouvé un accord en laissant une compensation de 11 millions de schillings, et Kurt Falk reprit les 50 pour cent de Ferdinand Karpik.
Kurt Falk quitta le journal après une long lutte avec Dichand dans les 1980. Il vend ses parts au groupe allemand de médias WAZ, proche du Parti social-démocrate d'Allemagne (SPD). En 1989, Hans Mahr, conseiller de Dichand depuis 1983, devient directeur.

## Méthodes utilisées
Après son rétablissement, le Krone a utilisé des méthodes particulières contre la compétition.
- Kurt Falk est considéré comme l'inventeur de la « Sonntagsstandln », des sacs en plastique contenant l'édition dominicale, fixés sur des poteaux dans les rues par un petit boîtier. Mettre la somme d'argent nécessaire dans ledit boitier met le journal à disposition de l'acheteur. Cela permet de vendre le journal le dimanche alors que la plupart des magasins du pays sont fermés. Cette idée, d'abord tournée en dérision par la concurrence, est très populaire aujourd'hui.

- En 1963, Kurt Falk passe un accord avec le concurrent Kleines Volksblatt, afin que les deux journaux passent du petit format au grand format. La Kleines Volksblatt passe effectivement en grand format, mais pas la Krone, qui y gagne 40 000 nouveaux lecteurs.

- En 1970, Falk et Dichand achète le tabloïd Express, et le ferme ensuite.

- En 1972, l'une des plus importantes imprimeries autrichiennes, la Pressehaus, est vendue à la banque BAWAG (qui a alors des liens étroits avec l'ÖGB). La Krone menace alors de construire sa propre imprimerie et force la BAWAG à lui vendre cette acquisition.

- En 1995, la Krone poursuit le journal viennois Falter, pour plusieurs millions de schillings, l'accusant d'avoir violé la législation sur la concurrence dans l'organisation d'un jeu. Le Falter échappe de peu à la ruine financière. La Krone est soupçonnée d'avoir voulu couler son concurrent en raison de sa couverture critique à son égard. Au sein du Conseil national autrichien, le Vert Karl Öllinger parle d'une atteinte à la liberté de la presse.

- Après la diffusion par la chaîne franco-allemande Arte du documentaire critique Krone, l'Autriche entre les lignes (Kronen Zeitung – Tag für Tag ein Boulevardstück), la chaîne disparaît des pages télévision du Krone. La chaîne nationale ORF n'a pas diffusé le programme, probablement pour éviter un conflit. Toutefois, quand la chaîne autrichienne privée ATV+ le diffuse, aucune action n'est menée de la part du journal.
- La formule du journal se fonde sur des titres racoleurs, des articles courts et de grandes photos, tout en entretenant des relations ambiguës avec le pouvoir politique. Il livre au quotidien Österreich, auquel il dispute le même lectorat, une guerre médiatique et judiciaire permanente[2].

## Ligne éditoriale
D'après le journaliste Pierre Daum, à la suite des campagnes empreinte de racisme conduites par le Kronen Zeitung depuis les années 1990, « les Noirs sont devenus, dans l'imaginaire collectif, synonymes de trafiquants de drogue et de pédophiles. » Depuis plus récemment, « des clichés racistes sur les demandeurs d'asile et les musulmans apparaissent aussi tous les jours dans les pages du Kronen Zeitung, dans des articles ou dans le copieux courrier des lecteurs. »
Le quotidien a soutenu la candidate d’extrême droite Barbara Rosenkranz (FPÖ) à l'élection présidentielle autrichienne de 2010.
Selon l'historien franco-autrichien Jérôme Segal, le journal « est proche des milieux populistes ». Il indique par ailleurs : « Les commentaires des lecteurs que l’on retrouve notamment sur le site Internet du journal démontrent une certaine proximité de la population avec les thèses populistes et xénophobes ».
Depuis juin 2023, la militante écologiste Lena Schilling y tient une chronique et critique la politique environnementale du SPÖ dans sa première chronique.

## Soupçons de corruption
La Kronen Zeitung est visée par une enquête en 2023. L'ex-chancelier Sebastian Kurz est soupçonné d'y d'avoir acheté, entre 2017 et 2021, avec de l'argent public, de lucratifs espaces publicitaires en échange de la rédaction d'articles flatteurs à son égard.